# Eberlanzia munita
Eberlanzia munita là một loài thực vật có hoa trong họ Phiên hạnh. Loài này được (L.Bolus) Schwantes ex H.Jacobsen mô tả khoa học đầu tiên năm 1948.